# 鍛冶屋のポルカ
『鍛冶屋のポルカ』（かじやのポルカ、ドイツ語：Feuerfest!）作品269は、ヨーゼフ・シュトラウスが作曲したポルカ・フランセーズ（フランス風ポルカ）。単に『鍛冶屋』とも。金床を楽器として用いることで知られる。

## 解説
1869年3月、金庫メーカーのヴェルトハイム商会が、耐火金庫2万個の製造を記念して舞踏会と花火大会を催した。この舞踏会に際してヨーゼフ・シュトラウスは商会から作曲を依頼された。ヨーゼフは金庫を製造した鍛冶職人を讃えて、打楽器として金床を用いるポルカを作曲した。
3月13日、ブリューメンザールの舞踏会（場所は園芸協会の庭園に「花爛漫」と名付けられた会場）において、作曲者自身の指揮のもとでシュトラウス管弦楽団によって初演された。後に本作は主催者のヴェルトハイム商会に献呈されている。
「Feuerfest」はこの会社の宣伝文句で、本来は「耐火性抜群」の意である。『鍛冶屋のポルカ』とは日本での命名である。日本においては、『かっこうワルツ』などに代わって、小学2年生用の「鑑賞共通教材」として1989年改訂の学習指導要領に採り入れられている。

## 楽器編成
- 木管楽器:フルート2、オーボエ2、ファゴット2、クラリネット2、ピッコロ2
- 金管楽器:ホルン4、トランペット2、トロンボーン3、テューバ
- その他:金床2、打楽器、弦5部

## 構成
ニ長調、4分の2拍子。

冒頭部
4小節の前奏に続いて金床の一打で終えると、8部音符を中心とした単純な旋律で始まる。トリオはト長調、2部形式。主部に戻ると金床が活躍する短いコーダで終える。

## ニューイヤーコンサート
ウィーンフィル・ニューイヤーコンサートのプログラム上に頻繁に取り上げられる作品の一つとなっている。